# 로레나 아얄라
로레나 아얄라(Lorena Ayala, 1984년 5월 21일 ~ )는 스페인과 네덜란드의 모델이다. 네덜란드인 아버지와 스페인인 어머니 사이에서 태어났으며 2001년 미스 스페인 우승자이다.